# Schmarbeck

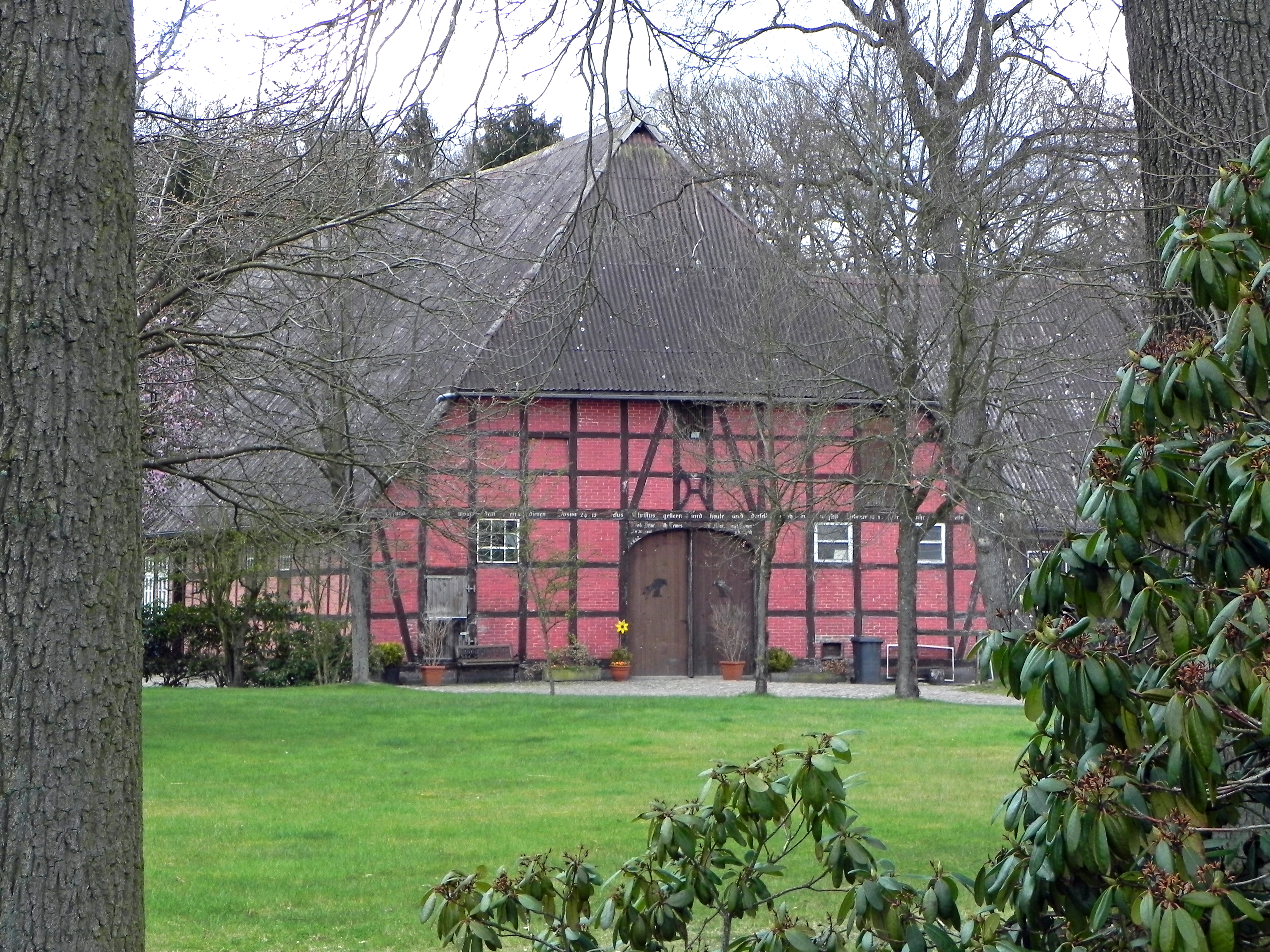
Bauernhaus („Niedersachsenhaus“)

Schmarbeck ist ein Ortsteil der Gemeinde Faßberg im Landkreis Celle. Er liegt im Norden des Naturparks Südheide in der Lüneburger Heide. Hierzu gehören auch die Wohnplätze Oberohe und Niederohe.

## Geschichte
In einer aus dem Jahr 1004 stammenden Urkunde wird der Heide-Bach Schmarbeck als Marcbik bezeichnet. Herzog Bernhard von Sachsen überließ dem Kloster St. Michael zu Lüneburg für silbernes Kirchengerät im Gewicht von 513 Pfund, das sein Vater Hermann geschenkt hatte und das er mit Zustimmung des Abtes Rigdag (von Kloster Berge bei Magdeburg) wieder an sich nahm, einen Landkomplex, die curtis Gerdau(ge).
Die Schmarbeck war ein wichtiger Grenzpunkt zur Klärung von Besitzrechten. Schmar-Beck ist demnach die Wortbedeutung für Grenz-Bach. Eine zweite Bedeutung des Namens kann auch Schmar(len)-Beck sein, der Bach und die Erlen.
Im Jahr 1060 erfuhr die Schmarbeck wiederum urkundliche Erwähnung. Es ging um die Neuordnung der so genannten Holzmarkgrenze der Verdener Kirche. Nach einer Urkunde aus dem Jahre 1197 verkaufte die Kirche St. Willehadi zu Bremen dem Kloster Walsrode die Güter zu Wardböhmen, Bleckmar, Hasselhorst und Schmarbeck (Smerebike), da diese Güter wegen ihrer Entlegenheit wenig Nutzen brachten.
Vor der ältesten Erwähnung des Diershofes in Schmarbeck um 1450 ist nichts über eine bäuerliche Ansiedlung verzeichnet. Der Meyerhof gehörte 1563 einem Laurenz Meiger. Der Wichtendahlshof gehörte 1563 Meinecke Wichtendahl. Der Solenhof gehörte 1563 einem Helmcke Soele.
Von 1852 bis 1973 war Schmarbeck selbstständige Gemeinde. Ernst Günther Kuhlmann war der letzte Bürgermeister der Gemeinde Schmarbeck.
Am 1. Januar 1973 wurde Schmarbeck im Zuge der Gebietsreform in Niedersachsen nach Poitzen eingemeindet und hörte auf, als selbstständige Gemeinde zu bestehen.
Am 1. Januar 1977 wurde die vormals selbstständige Gemeinde Poitzen nach Faßberg eingemeindet.
Zwischen Schmarbeck und Gerdehaus liegt der kleine Ort Schmarbeck-Grube. Vor einigen Jahren wurde in der großen Grube, die dort zu finden ist, Kies abgebaut. Seit langer Zeit gibt es jedoch keine Arbeiten mehr dort. Der Ort zählt zehn Häuser und geschätzte 20–25 Einwohner.

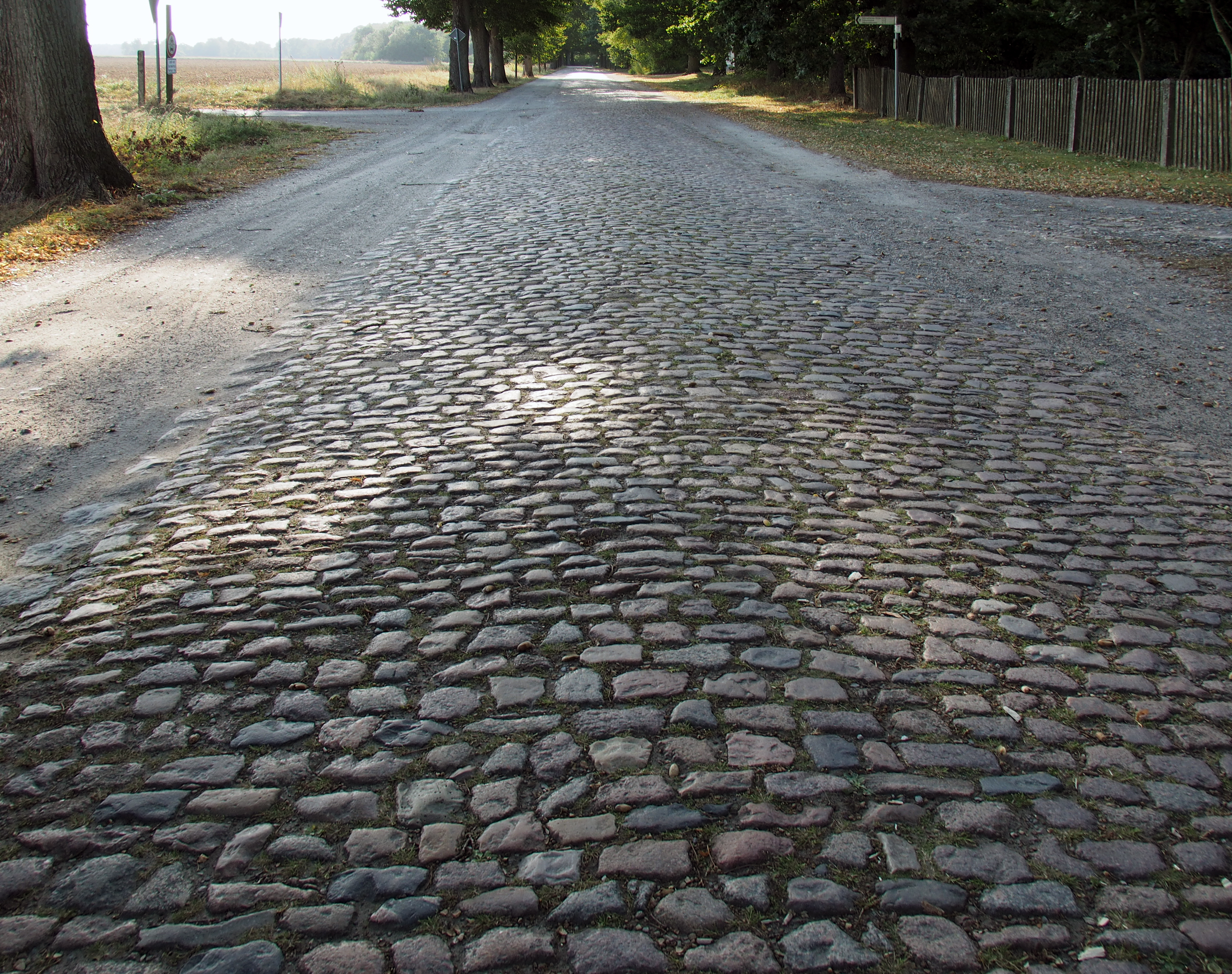
Dorfstraße in Kopfsteinpflasterung
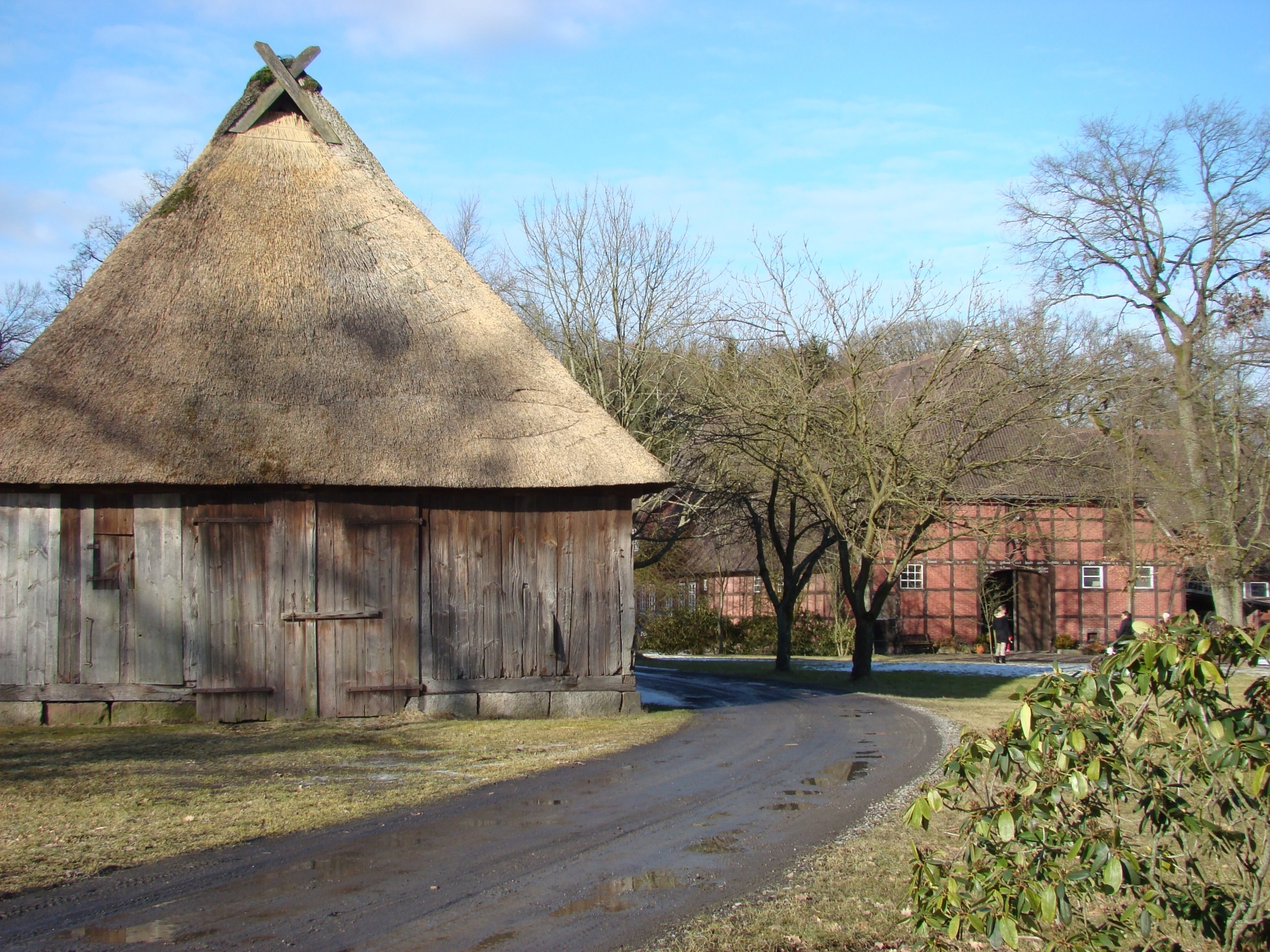
Der „Sohlenhof“ mit Niedersachsenhaus und Heidschnuckenstall
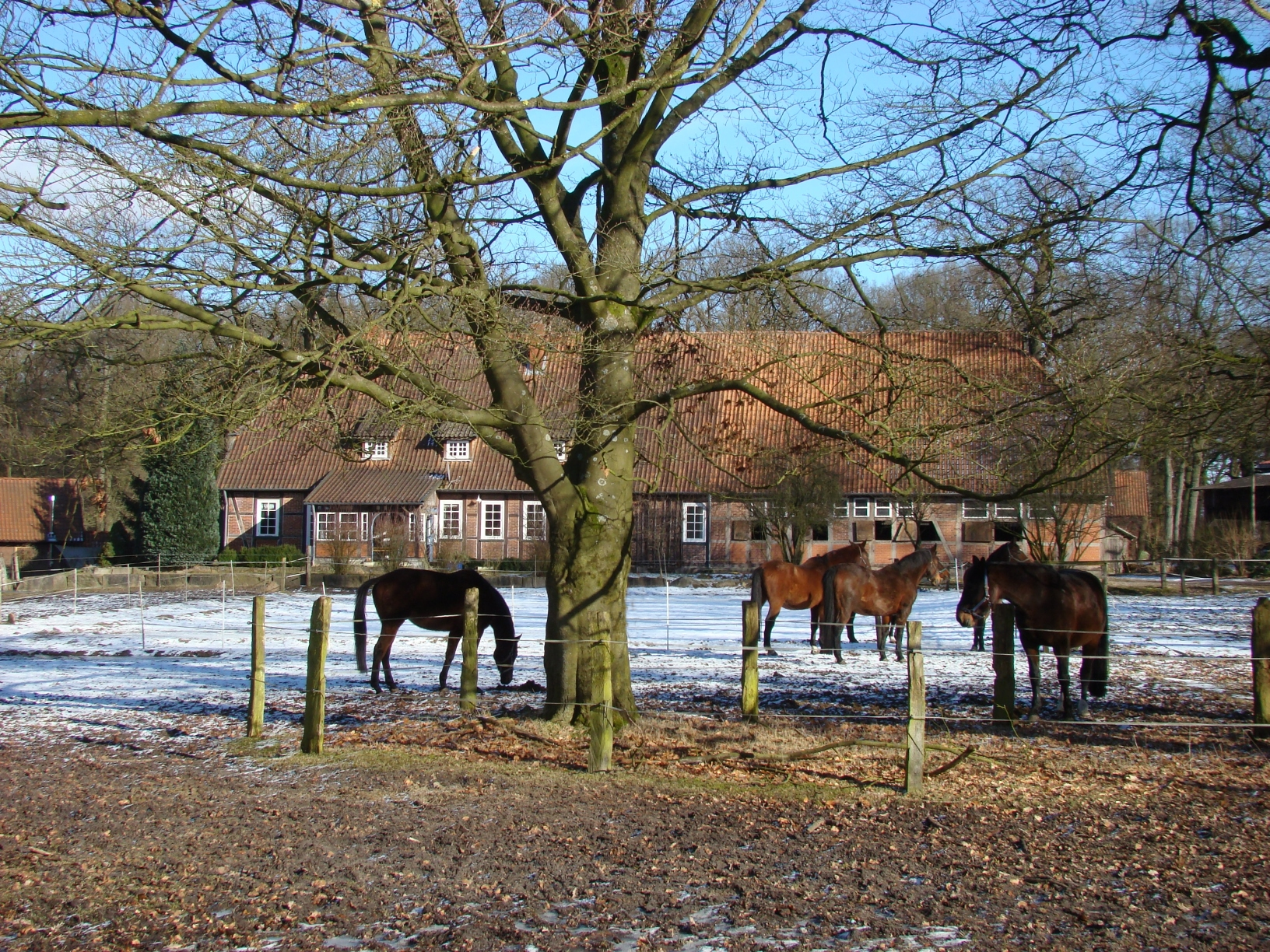
Bauernhof mit Pferdewiese und Niedersachsenhaus
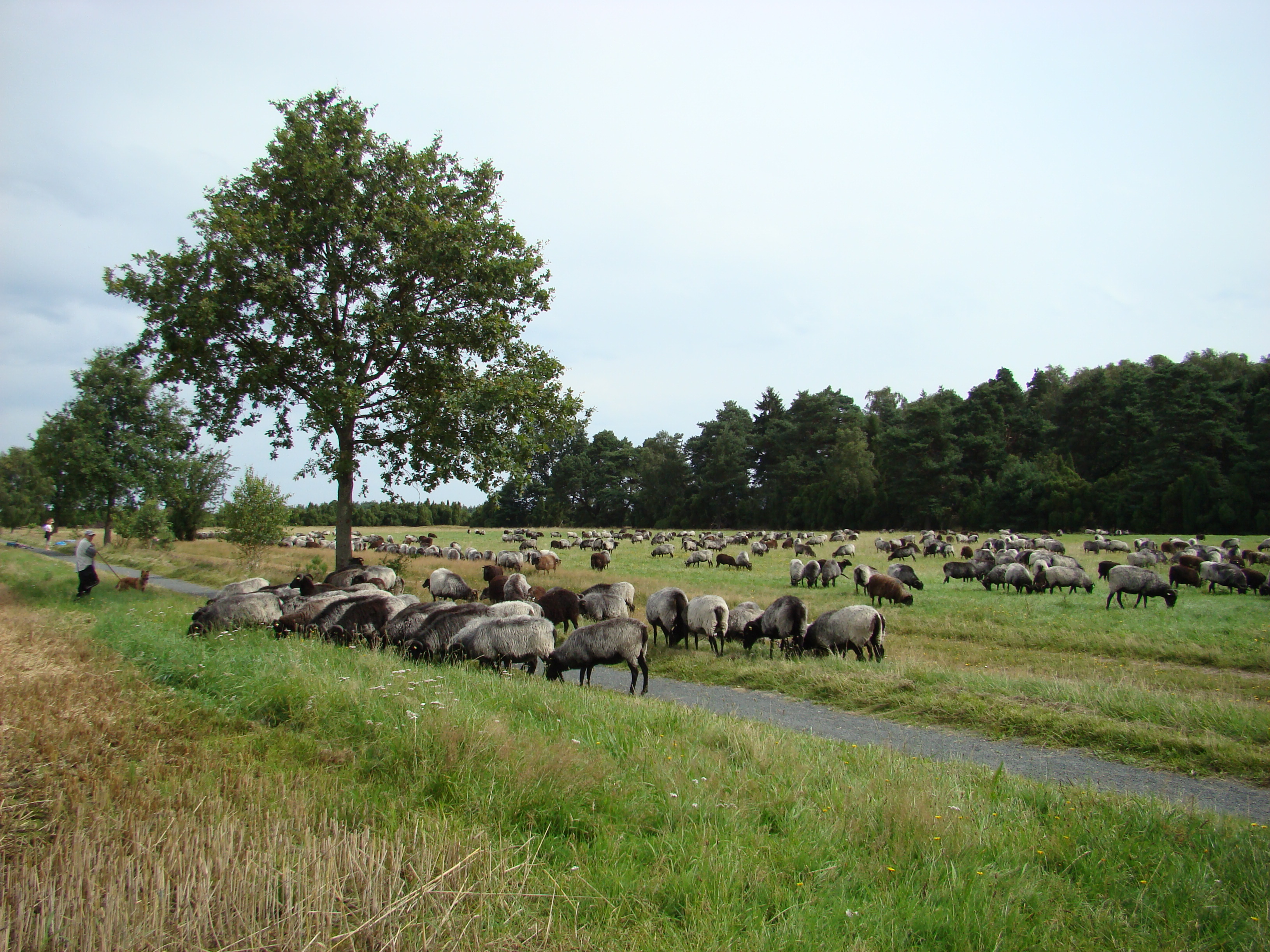
Heidschnuckenherde mit Schäferin und Hund  auf einem Feld bei Schmarbeck
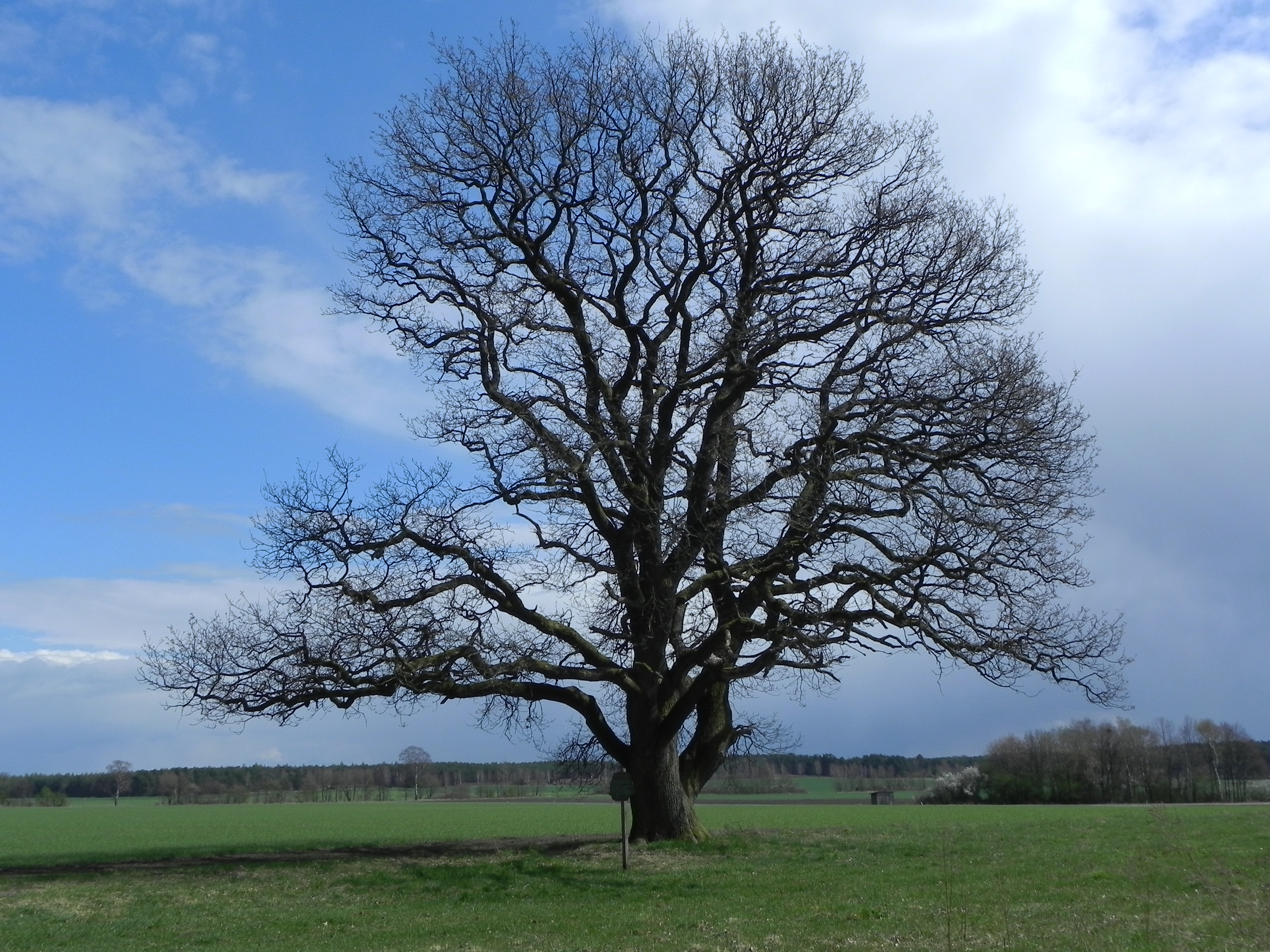
Vermutlich 350 Jahre alte, landschaftsprägende Eiche nahe Schmarbeck

## Politik
Ortsvorsteher von Schmarbeck ist seit 2016 Carsten Bubke. Bis dahin war Carl-Wilhelm Kuhlmann (SPD) in diesem Amt.

## Kultur und Sehenswürdigkeiten
Der alte bäuerliche Charakter des Ortes ist in großen Teilen erhalten geblieben. Es finden sich noch Niedersachsenhäuser, Treppenspeicher und mit Reet gedeckte Heidschnuckenställe.

### Baudenkmäler
- Baudenkmale in Schmarbeck